# Grabiszyce Średnie
Grabiszyce Średnie (německy Mittel Gerlachsheim) je vesnice na jihozápadě Polska v Dolnoslezském vojvodství, v okrese Lubáň. Leží přibližně 5 kilometrů západně od města Leśna a 14 km jihozápadně od města Lubáň.
Po skončení 2. světové války muselo Německo tuto část Lužice přenechat Polsku.
V místní části Mojków (německy Carlsdorf, česky Karlov) se nachází kostelík českých exulantů z roku 1733, přeměněný na římskokatolickou kapli Matky Boží Růžencové. Ta v současnosti chátrá. Místo, kde stávala česká škola, je prázdnou parcelou.

## Český Karlov
Pro české exulanty byla kolonie Karlov založena gerlachheimskou vrchností, tou byl Christoph Ernst z Gersdorfu. Kolonii pojmenoval po svém synovi, jenž se jmenoval Carl Ferdinand. Dne 15. ledna 1724 byla vrchností předložena povolávací listina českému katechetovi-exulantovi Augustinovi Schulzovi. Tento český kazatel stál ve stínu uvězněného Jana Liberdy, proto od vrchnosti současně obdržel přesné instrukce, jež už předem omezovaly jeho pietetické zaměření. V roce 1729 v Karlově hospodařilo sedm českých rodin a v českém sboru bylo rodin devět. Na stavbu exulantské kaple byla vypsána sbírka a dne 13. června 1731 byl položen základní kámen. Jan Jílek i jiní gerlachsheimští Češi podnikali misijní cesty do vlasti a česká kolonie Karlov se rozrůstala, například v dubnu 1736 se zvětšila o skupinu 70 osob z Čermné a nejednalo se o ojedinělou skupinu.
Saský kurfiřt už 16. října 1732 zakázal přijímat v Sasku a Lužici další české exulanty, ale gerlachsheimská vrchnost toho nedbala. Tak došlo na stížnosti Lichtenštejnů, nevoli císaře, vyšetřování a situace se stala vážnou. Ohrožení exulanti z Karlova (jednalo se o více než sto přišlých osob) se měli na radu Schulze nenápadně přemístit do Berlína. Ti ale nechtěli bez Schulze odejít. Koncem února 1737 se v menších skupinkách vydalo na cestu-útěk asi 400 osob. V Chotěbuzi byl Schulz i exulanti přijati přátelsky, horší situace ale nastala v Karlově. Tam, dne 7. dubna 1737, sedělo jedenáct ze čtrnácti českých hospodářů-starousedlíků ve vězení. Pán z Gersdorfu se cítil odchodem ostatních poškozen a žádal nejen za propuštění vězňů peníze. Propuštění zprostředkovala šlechtična Henriette Charlotte von Diskau, rozená Einsiedel, z panství Niederörtmannsdorf v Horní Lužici. Dne 5. května 1737 podala kazateli Schulzovi zprávu, že pán z Gersdorfu svolil, aby Češi odešli. Za propuštění Čechů dostal Gersdorf zaplaceno, ale ve výbuchu zlosti se zbylí Češi měli sbalit a odejít do 24 hodin – všichni. Když se později vzpamatoval, vyslal rychtáře a hajného vyjednávat. Nabízel exulantům i českého luterského kazatele, jen když v Karlově zůstanou. Nestalo se tak – vystrašení Češi odešli. Domy byly prodány místním hospodářům. Český kostelík posloužil, když v roce 1758 vyhořel gerlachheimský farní kostel. O Češích a jejich kazateli Schulzovi se dlouho vyprávělo, jejich zbožnost nebyla pochopena a pomluvy o nich byly publikovány i téměř po stu letech.